# Грант Москвы в сфере образования
Грант Москвы в сфере образования — ежегодно предоставляемый грант для поддержки проектов в области образования общегородского (регионального) значения. Учрежден Постановлением Правительства Москвы «О Грантах Москвы в сфере образования» N 665-ПП от 5 сентября 2006 г. Заменил собой существовавшие в период 1994—2004(?) гг. гранты Института «Открытое общество» (Фонд Сороса) для преподавателей, аспирантов и студентов вузов, учителей школ — «Соросовский профессор», «Соросовский аспирант», «Соросовский студент» и «Соросовский учитель».
Гранты Фонда Сороса существовали в период 1994—2000 г. В период 2001—2005 гг. конкурсы организовывали совместно Фонд Сороса (Международная Соросовская Программа Образования в Области Точных Наук (ISSEP)), Правительство Москвы и Администрация Санкт-Петербурга. Грант Москвы в сфере образования существовал в период 2001—2005 г. по 4 направлениям — математика, физика, химия и биология. Критерии отбора грантополучателей были те же, что и грантов Фонда Сороса (первоначальный отбор производился по результатам опроса студентов в вузах с 1 по 3 курс), но в отличие от грантов Фонда Сороса финансировался Правительством Москвы или Администрацией Санкт-Петербурга. В 2006 году были пересмотрены критерии отбора грантополучателей, что фактически исключило возможность получения грантов преподавателями вузов и научными работниками, работавшими в школах по совместительству.

## Грантодатель
Грантодателем является Правительство Москвы и уполномоченный им принимать решения по данному вопросу Департамент образования города Москвы (МДО).

## Грантополучатель
Грантополучателями могут быть:
- Граждане (физические лица)
- Юридические лица

Индивидуальные гранты предоставляются педагогическим и научным работникам, обучающимся города Москвы.

## Виды грантов
- Индивидуальные гранты — предоставляются гражданам (физическим лицам)
- Институциональные гранты — предоставляются юридическим лицам

## Цели грантов
Гранты Москвы в области образования предоставляются с целью реализации образовательных проектов, направленных на создание оригинальных инновационных проектов, способствующих решению задач по обновлению содержания, технологии и организационных форм образования, воспитательных стратегий и тактик, эффективности управления системой образования, а также на разработку и реализацию инновационных научно-исследовательских проектов, опытно-конструкторских разработок, на проведение общественно-значимых мероприятий, предусмотренных городскими целевыми программами.

## Размер и количество грантов
Размер индивидуального гранта и их количество ежегодно определяются Правительством Москвы:
- 2008 год — ???
- 2007 год — 100000 (Сто Тысяч) рублей[3]
- 2006 год — ???

Размер институционального гранта по годам составлял:
- 2008 год — ???
- 2007 год — 1000000 (Один Миллион) рублей[4]
- 2006 год — ???

## Порядок отбора грантополучателей
Институциональные гранты предоставляются юридическим лицам на основе конкурсного отбора. Департамент образования города Москвы определяет:
- Порядок отбора грантополучателей
- Порядок и условия проведения конкурса
- Тематика институциональных грантов в текущем году
- Размер грантов в текущем году

Конкурс по предоставлению институциональных Грантов проводится Департаментом образования города Москвы в порядке, установленном федеральным законодательством и правовыми актами города Москвы.

## Порядок предоставления грантов
Гранты предоставляются на основе договора между грантодателем и грантополучателем.
Один и тот же гражданин (физическое лицо) не может быть получателем более чем одного индивидуального гранта одной номинации на один и тот же год. Одно и то же юридическое лицо не может быть получателем более чем четырех институциональных грантов на один и тот же год.